# Liga Światowa w Piłce Siatkowej 2012 (eliminacje)
Eliminacje do Ligi Światowej siatkarzy 2012 rozpoczęły się 29 lipca 2011 roku i trwały do 21 sierpnia. Wzięło w nich udział 6 reprezentacji wyłonionych na podstawie zasad ustalonych przez FIVB.
Eliminacje składały się z dwóch rund. W pierwszej drużyny z różnych konfederacji zostały rozlosowane w pary. Każda para rozegrała ze sobą dwumecz. W drugiej rundzie zwycięskie drużyny dołączyły do 14. i 16. drużyny Ligi Światowej 2011, tworząc ponownie pary. Druga runda grana była tym samym systemem co pierwsza. 
O awansie decydowały kolejno: liczba wygranych meczów, stosunek setów, stosunek małych punktów.
FIVB zdecydowała, że Japonia, bez względu na wynik w Lidze Światowej 2011, będzie miała zapewniony udział w kolejnym roku.

## Drużyny uczestniczące
| Reprezentacja                            | Sposób kwalifikacji                        | Ranking FIVB                           |
| Drużyny uczestniczące od drugiej rundy   | Drużyny uczestniczące od drugiej rundy     | Drużyny uczestniczące od drugiej rundy |
| ---------------------------------------- | ------------------------------------------ | -------------------------------------- |
| Portugalia                               | 14. miejsce w Lidze Światowej 2011         | 31. miejsce                            |
| Portoryko                                | 16. miejsce w Lidze Światowej 2011         | 15. miejsce                            |
| Drużyny uczestniczące od pierwszej rundy |                                            |                                        |
| Chiny                                    | zwycięstwo w meczu z Iranem                | 12. miejsce                            |
| Egipt                                    | zgłoszona przez CAVB                       | 14. miejsce                            |
| Kanada                                   | 3. miejsce w Pucharze Panamerykańskim 2011 | 22. miejsce                            |
| Słowacja                                 | zwycięstwo w Lidze Europejskiej 2011       | 33. miejsce                            |

## Pierwsza runda
Drużyny rozegrały ze sobą dwumecz. Zwycięskie drużyny awansują do rundy drugiej.

### Grupa A -Ottawa
Tabela
| Lp. | Drużyna  | Pkt | Mecze | Mecze   | Mecze   | Sety | Sety | Sety  | Małe punkty | Małe punkty | Małe punkty |
| Lp. | Drużyna  | Pkt | M     | W (3:2) | P (2:3) | wyg. | prz. | ratio | zdob.       | str.        | ratio       |
| --- | -------- | --- | ----- | ------- | ------- | ---- | ---- | ----- | ----------- | ----------- | ----------- |
| 1   | Kanada   | 3   | 2     | 1 (0)   | 1 (0)   | 4    | 3    | 1.333 | 175         | 160         | 1.094       |
| 2   | Słowacja | 3   | 2     | 1 (0)   | 1 (0)   | 3    | 4    | 0.750 | 160         | 175         | 0.914       |

Źródło: FIVB
Punktacja: 3:0 i 3:1 – 3 pkt; 3:2 – 2 pkt; 2:3 – 1 pkt; 1:3 i 0:3 – 0 pkt
Zasady ustalania kolejności: 1. liczba punktów; 2. liczba zwycięstw; 3. stosunek setów; 4. stosunek małych punktów; 5. bilans w bezpośrednich meczach
Wyniki spotkań

| 29 lipca 2011 19:30 (UTC-5) Źródło: | Kanada Gavin Schmitt 22 pkt | 1:3 (26:28, 25:22, 23:25, 23:25) | Słowacja Lukáš Diviš 23 pkt | Scotiabank Place, Ottawa Widzów: 1975 Sędzia: Fausto De Menezes i Krasimir Todorow |

| 30 lipca 2011 19:30 (UTC-5) Źródło: | Kanada Frederic Winters 17 pkt | 3:0 (28:26, 25:17, 25:17) | Słowacja Lukáš Diviš 10 pkt Tomáš Kmeť 10 pkt | Scotiabank Place, Ottawa Widzów: 1825 Sędzia: Krasimir Todorow i Fausto De Menezes |

### Grupa B -Taicang
Tabela
| Lp. | Drużyna | Pkt | Mecze | Mecze   | Mecze   | Sety | Sety | Sety  | Małe punkty | Małe punkty | Małe punkty |
| Lp. | Drużyna | Pkt | M     | W (3:2) | P (2:3) | wyg. | prz. | ratio | zdob.       | str.        | ratio       |
| --- | ------- | --- | ----- | ------- | ------- | ---- | ---- | ----- | ----------- | ----------- | ----------- |
| 1   | Chiny   | 5   | 2     | 2 (1)   | 0 (0)   | 6    | 2    | 3.000 | 189         | 177         | 1.068       |
| 2   | Egipt   | 1   | 2     | 0 (0)   | 2 (1)   | 2    | 6    | 0.333 | 177         | 189         | 0.937       |

Źródło: FIVB
Punktacja: 3:0 i 3:1 – 3 pkt; 3:2 – 2 pkt; 2:3 – 1 pkt; 1:3 i 0:3 – 0 pkt
Zasady ustalania kolejności: 1. liczba punktów; 2. liczba zwycięstw; 3. stosunek setów; 4. stosunek małych punktów; 5. bilans w bezpośrednich meczach
| 30 lipca 2011 14:03 (UTC+8) Źródło: | Chiny Zhang Chen 15 pkt | 3:0 (29:27, 25:22, 25:22) | Egipt Ahmed Abdel Naeim 25 pkt | Taicang Stadium, Taicang Widzów: 1500 Sędzia: Dragutin Ćuk i Peter Groenewegen |

| 31 lipca 2011 14:05 (UTC+8) Źródło: | Chiny Zhong Weijun 22 pkt | 3:2 (22:25, 25:20, 25:21, 21:25, 17:15) | Egipt Ahmed Abdel Naeim 27 pkt | Taicang Stadium, Taicang Widzów: 1500 Sędzia: Peter Groenewegen i Dragutin Ćuk |

## Druga runda
Tak samo jak w pierwszej rundzie drużyny rozegrały dwumecz. Zwycięskie drużyny wywalczą awans na Ligę Światową siatkarzy 2012.

### Grupa A -Taicang
Tabela
| Lp. | Drużyna    | Pkt | Mecze | Mecze   | Mecze   | Sety | Sety | Sety  | Małe punkty | Małe punkty | Małe punkty |
| Lp. | Drużyna    | Pkt | M     | W (3:2) | P (2:3) | wyg. | prz. | ratio | zdob.       | str.        | ratio       |
| --- | ---------- | --- | ----- | ------- | ------- | ---- | ---- | ----- | ----------- | ----------- | ----------- |
| 1   | Portugalia | 4   | 2     | 1 (0)   | 1 (1)   | 5    | 4    | 1.250 | 203         | 193         | 1.052       |
| 2   | Chiny      | 2   | 2     | 1 (1)   | 1 (0)   | 4    | 5    | 0.800 | 193         | 203         | 0.951       |

Źródło: FIVB
Punktacja: 3:0 i 3:1 – 3 pkt; 3:2 – 2 pkt; 2:3 – 1 pkt; 1:3 i 0:3 – 0 pkt
Zasady ustalania kolejności: 1. liczba punktów; 2. liczba zwycięstw; 3. stosunek setów; 4. stosunek małych punktów; 5. bilans w bezpośrednich meczach
| 13 sierpnia 2011 14:00 (UTC+8) Źródło: | Chiny Zhong Weijun 19 pkt | 1:3 (25:20, 21:25, 14:25, 23:25) | Portugalia Valdir Sequeira 28 pkt | Taicang Stadium, Taicang Widzów: 1300 Sędzia: Joo Wook Domg i Panagiotis Roussakis |

| 14 sierpnia 2011 14:00 (UTC+8) Źródło: | Chiny Chen Ping 24 pkt | 3:2 (24:26, 25:23, 25:21, 21:25, 15:13) | Portugalia Hugo Gaspar 23 pkt | Taicang Stadium, Taicang Widzów: 1000 Sędzia: Panagiotis Roussakis i Joo Wook Domg |

### Grupa B -Kingston
Tabela
| Lp. | Drużyna   | Pkt | Mecze | Mecze   | Mecze   | Sety | Sety | Sety  | Małe punkty | Małe punkty | Małe punkty |
| Lp. | Drużyna   | Pkt | M     | W (3:2) | P (2:3) | wyg. | prz. | ratio | zdob.       | str.        | ratio       |
| --- | --------- | --- | ----- | ------- | ------- | ---- | ---- | ----- | ----------- | ----------- | ----------- |
| 1   | Kanada    | 6   | 2     | 2 (0)   | 0 (0)   | 6    | 1    | 6.000 | 168         | 139         | 1.209       |
| 2   | Portoryko | 0   | 2     | 0 (0)   | 2 (0)   | 1    | 6    | 0.167 | 139         | 168         | 0.827       |

Źródło: FIVB
Punktacja: 3:0 i 3:1 – 3 pkt; 3:2 – 2 pkt; 2:3 – 1 pkt; 1:3 i 0:3 – 0 pkt
Zasady ustalania kolejności: 1. liczba punktów; 2. liczba zwycięstw; 3. stosunek setów; 4. stosunek małych punktów; 5. bilans w bezpośrednich meczach
| 20 sierpnia 2011 19:00 (UTC-5) Źródło: | Kanada Gavin Schmitt 30 pkt | 3:1 (25:17, 25:22, 18:25, 25:23) | Portoryko Ezequiel Cruz Lozada 17 pkt | K-Rock Centre, Kingston Widzów: 1075 Sędzia: Gennadiy Kondakov i Georgios Karampetsos |

| 21 sierpnia 2011 19:00 (UTC-5) Źródło: | Kanada Gavin Schmitt 14 pkt | 3:0 (25:19, 25:14, 25:19) | Portoryko Jean Carlos Ortiz 10 pkt | K-Rock Centre, Kingston Widzów: 1200 Sędzia: Georgios Karampetsos i Gennadiy Kondakov |